# District de Xihe
Pour les articles homonymes, voir Xihe.
Le district de Xihe (细河区 ; pinyin : Xìhé Qū) est une subdivision administrative de la province du Liaoning en Chine. Il est placé sous la juridiction de la ville-préfecture de Fuxin.